# 三原城
三原城（みはらじょう）は、備後国御調郡三原（広島県三原市）にあった日本の城。国の史跡。2017年（平成29年）4月6日、続日本100名城（172番）に選定された。

## 概要
最盛期の構造は、天主台を北（陸側）に頂いた本丸、その東・西・南側に二の丸、そしてそれらの東側に三の丸と東築出、西側に西築出を設けた梯郭式の城であった。さらには海に向かって船入りを開いており、郭を隔てる縦横の堀の重なりも加わると、満潮時にはあたかも海に浮かんだように見えるところから浮城とも呼ばれている。

## 歴史
永禄10年（1567年）頃に、小早川隆景によって整備が始められたとされる。隆景は天文19年（1550年）に竹原・沼田・両小早川家を掌握し、翌年には高山城に入城している。その後、天文21年（1552年）、沼田川対岸に新高山城を創築し本城とした。弘治元年（1555年）には、厳島の戦いに水軍を率いて毛利勢の勝利に貢献するなど、急速に小早川家、ひいては毛利家の伸長を図っている。後に隆景は、現在の沼田川河口の三原湾に浮かぶ小島や中州をつないで、いわゆる砦を築き水軍の拠点とした。これが三原城の原型を成したものと思われ、三原要害とも呼ばれていたようである。当時、新高山城下まで瀬戸内海は深く湾入していたものの、勢力を強める小早川水軍（水運）の差配には、より効率的な運用が期待できるこの地に「三原城」を整備したものと思われる。
天正8年（1580年）から10年にかけて、三原要害は隆景によりさらに整備が進められ、いよいよ海城としての偉容を現した。そして隆景は、新高山城から三原城へと本拠を移した。三原城は、瀬戸内海を軍事的に掌握する為に建てられた城である。三原城の縄張りは梯郭式であり、壮大な天主台を北（陸側）に頂いた本丸、その東・西・南の三方に二の丸、そしてそれらの東側に三の丸と東築出、西側に西築出を設けた台形状の城郭であった。
城の後背には、新高山城下などから数々の寺院を移築し、さらに背後の「桜山」に、詰めの城として機能を担わせた可能性も窺われる。なお桜山には、山名氏により桜山城が築かれていたとのことであり、隆景はこれを甲の丸として整備したようである。また本丸東南には突出部を持つ船入櫓を備えるなど、すなわち城郭と軍港の機能を兼ね備えたものであったことが窺われる。
天正15年（1587年）、隆景は豊臣秀吉から筑前国を加増され、名島城（福岡県福岡市）に居城を移した。やがて文禄4年（1595年）、養子の秀秋に家督・筑前国を譲り、三原城に戻り隠居した。この時期（文禄4年 - 翌慶長元年）隆景は、再度三原城の修築に取りかかっている。ここに至って、いよいよ新高山城の石垣の石を昼夜兼行で運ばせるなどしていることから、桜山から軍港までを一体化した要塞が完成したのではないかと思われる。天主台の石垣の手法はこの時期のものとされ、三原に到る東西の往来は、山と海で挟み込まれた隘路を進まざるを得ず、さらに何重にも行く手を遮る川と掘割が待ち受けるという城郭構成となっている。また安芸・備後国境は、現在の三原市新倉町あたりであり、従来の本領を安堵する目的の新高山城から遠く離れた、自身の隠居所にしては強固すぎる三原城に心血を注いだことからは、毛利一門の東の拠点の構築の意図が汲みとれる。しかし隆景は、慶長2年（1597年）に三原城にて病死した。
なお、三原を代表する祭り「やっさ祭り」で披露されるやっさ踊りは、「この築城完成を祝って老若男女を問わず、三味線、太鼓、笛などを打ちならし、祝酒に酔って思い思いの歌を口ずさみながら踊り出たのがはじまりと言われ」と、やっさ祭り実行委員会のサイトでは書かれている。
隆景の死後、関ヶ原の戦いの後には福島正則が安芸・備後に入封した。正則は広島城に、そして三原城には養子正之を入れた。この時正則は、広島城の西側に12基の二重櫓を新設している。三原城の海に面した10基の二重櫓も、その共通性から正則による改築の可能性が示唆されている。
正保絵図から類推される城域は、東は阿久原川（和久原川：湧原川)から西は現西町まで約1キロメートル、南北には桜山の麓から馬ノ口まで約600メートルに及んでいる。この城域に隅櫓32、城門14があったと言われる。また桜山と本丸に挟まれた部分の平地に、東西を連絡する往来（中世から近世山陽道）の径路があったはずであるが、この平地の幅は100メートル程度である。和久原川を東端の備えとし、桜山の麓から芦堀、南東に位置する東築出を囲む東築出堀、その南が外堀、そして馬ノ口で南東の防備としている。馬ノ口は、あえて満潮時に海面との差をなくす工夫がなされ、東舟入から本丸の郭を守る消波堤の役目と、敵船に対する海中防御を期待されていた。
東築出の内側には中堀を挟んで三の丸があり、さらに内堀の先が本丸と二の丸の郭である。三の丸は鍛冶曲輪の東に三角形状の形をしており、東築出の北側に東大手門が配置されている。本丸などの北側には、通り丁堀があり本土側と隔てられている。東大手門から堀端にかけては、通り丁（山陽道）が東西に通じ、天主台の西北対岸で南に折れ、芦堀に対応するかのような桜山からの蓮堀などに遠ざけられるように西に折れて、西築出北側の西大手門に至る。その先西方は町家が並び、現西町地区の西野川左岸が海岸線であった。城下を抜け、廣嶋海道を西方に進むと現西野川の上流部である西野村川があり、これを西方の護りとした。
本丸北側の先端部に一段高く天主台が設けられ、江戸城天守台と同規模の面積があったが、実際に天守が建築されたことはない。天主台は東北西三方を石垣で囲まれていたが、南側は土塁となっていたらしい。絵図等では、天主台には3基の二重櫓が建てられ、それぞれ多聞櫓で連結されている。一説では三層の天守を置いたともあり、これは元和元年（1615年）の一国一城令の後に、鞆城天守を三原城に移築したことを指しているものと思われる。
元和5年（1619年）、福島正則が改易となった後、紀伊和歌山藩主浅野長晟の一門で筆頭家老の浅野忠長が紀伊新宮より入り、広島藩の支城として幕末まで利用された。この間、寛文3年（1663年）には本丸御殿を建て替えている。宝永4年（1707年）には、宝永地震の影響による石垣修理などが成されている。この破損個所は…「元のごとくなりがたかりしを、伝右衛門(竹原市下市)をして築かしめられけるに、遂に築きおさめければ…」とあり相当大規模なものであったようである。
江戸時代には、脇街道としての山陽道（近世山陽道:西国街道）が三原城下を通る形で整備された。三原には本陣が東の城外に置かれ、宿場としての機能をも成していた。
明治維新後、城地は帝国海軍の鎮守府（西海鎮守府）建設のために政府が確保し、実際に仮設が行われていた。しかし沼田川の堆積作用が危惧されたため、この計画は解除された。以後建物・樹木などは競売に付され、建築物は市内の糸碕神社や順勝寺の門に移築されたり、用材として処分された。明治27年（1894年）、山陽鉄道三原駅建設の際に、城地は駅用地に使用され、また石垣も糸崎港建設の用材として大部分が撤去された。
その後、東築出から馬ノ口の海側には、国道2号が敷設されることになり、これにより海からも遠く離れることになった。現在窺われる遺構としては、天主台とそれを取り巻く3方の堀、駅の南側の五番櫓と船入櫓の石垣および、本丸中門跡・臨海一番櫓跡の石垣・堀を残すのみである。
昭和50年（1975年）の山陽新幹線開業およびその後の三原駅高架化により、高架が本丸および天主台跡を貫いていることもあり、城地は寸断され、現在の姿になる。2004年度より天主台跡を囲む堀の周囲の景観を保存し、公園化する工事が進められている。

## 遺構

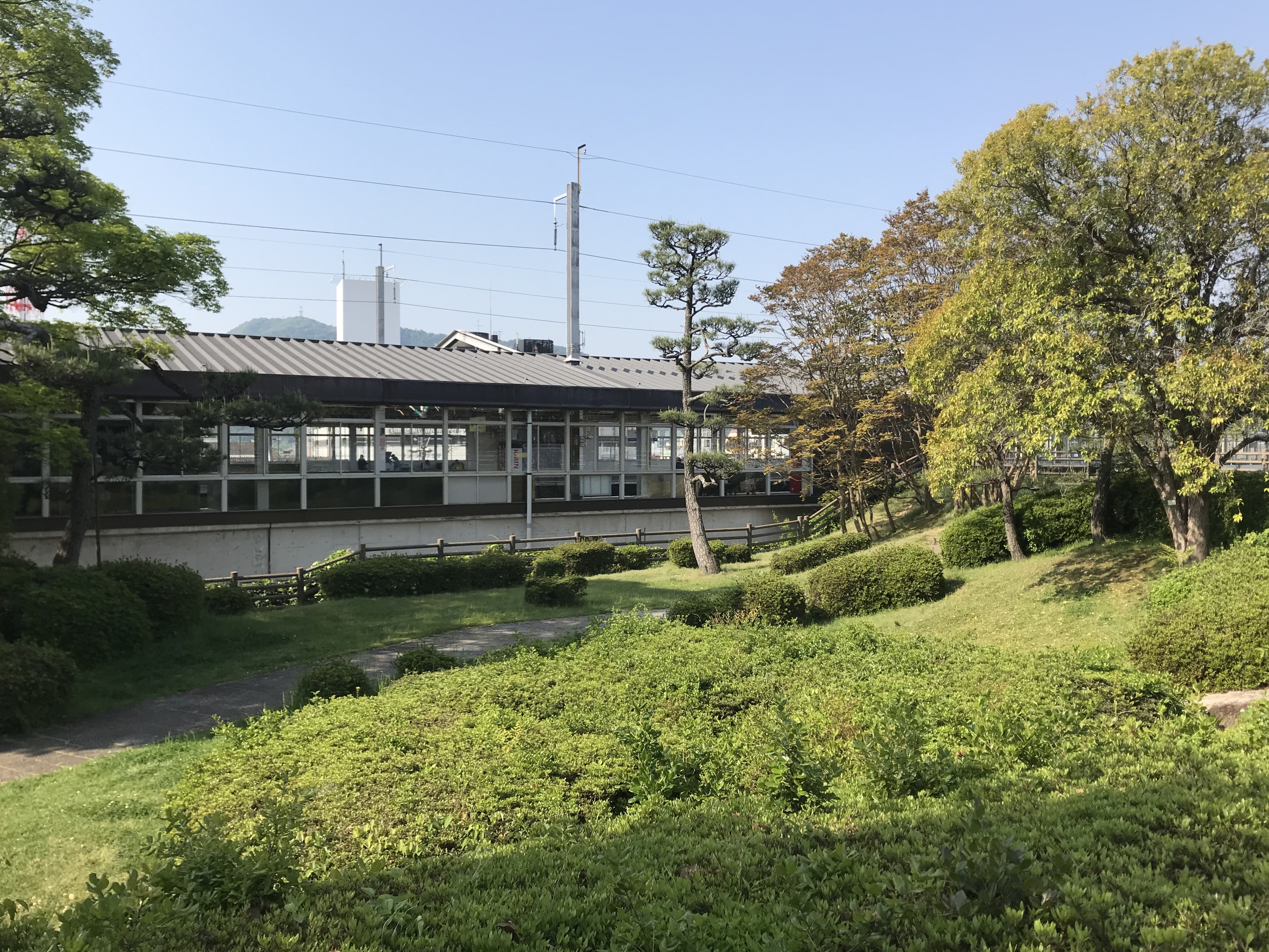
天主台と三原駅
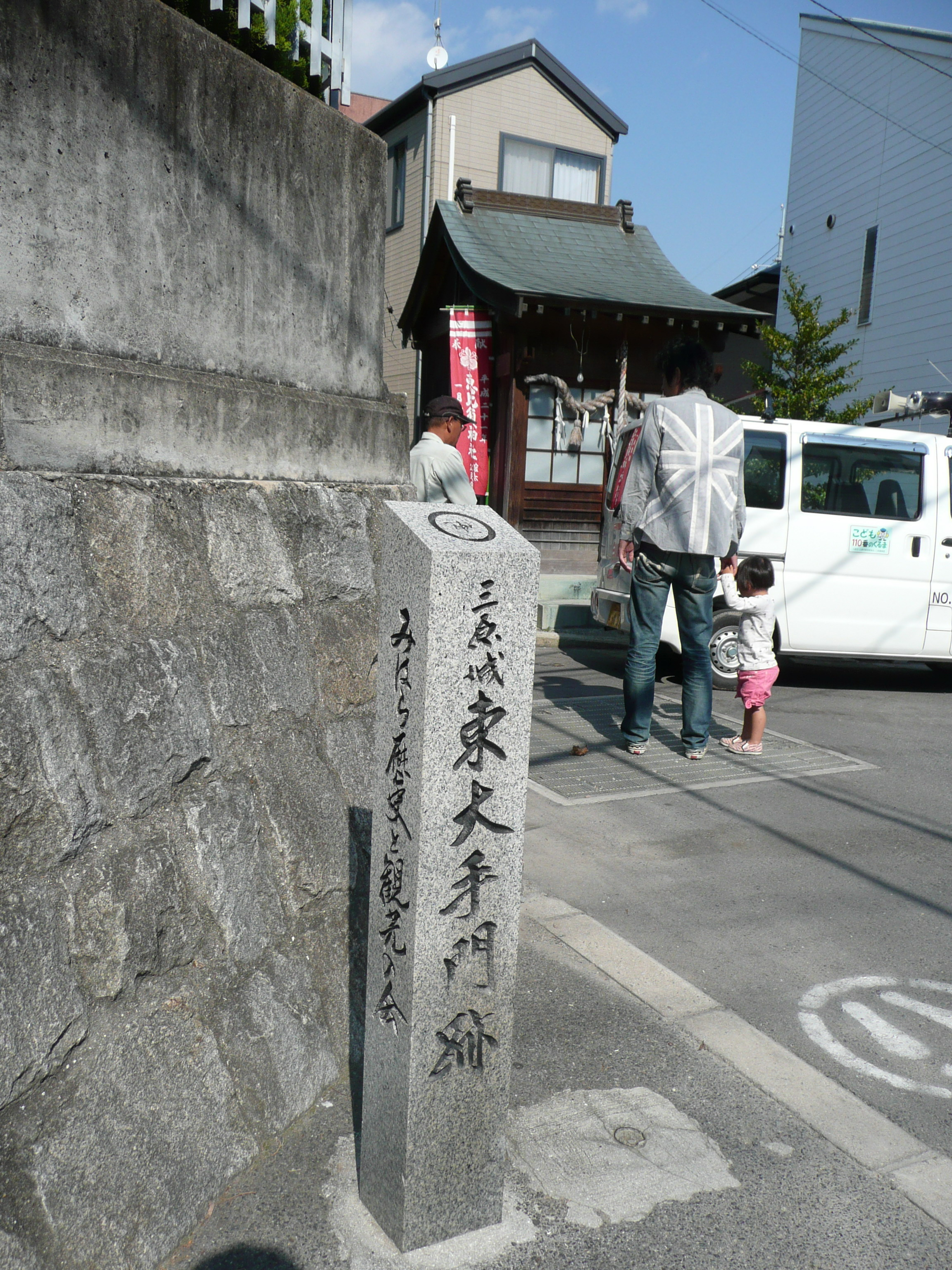
東大手門跡
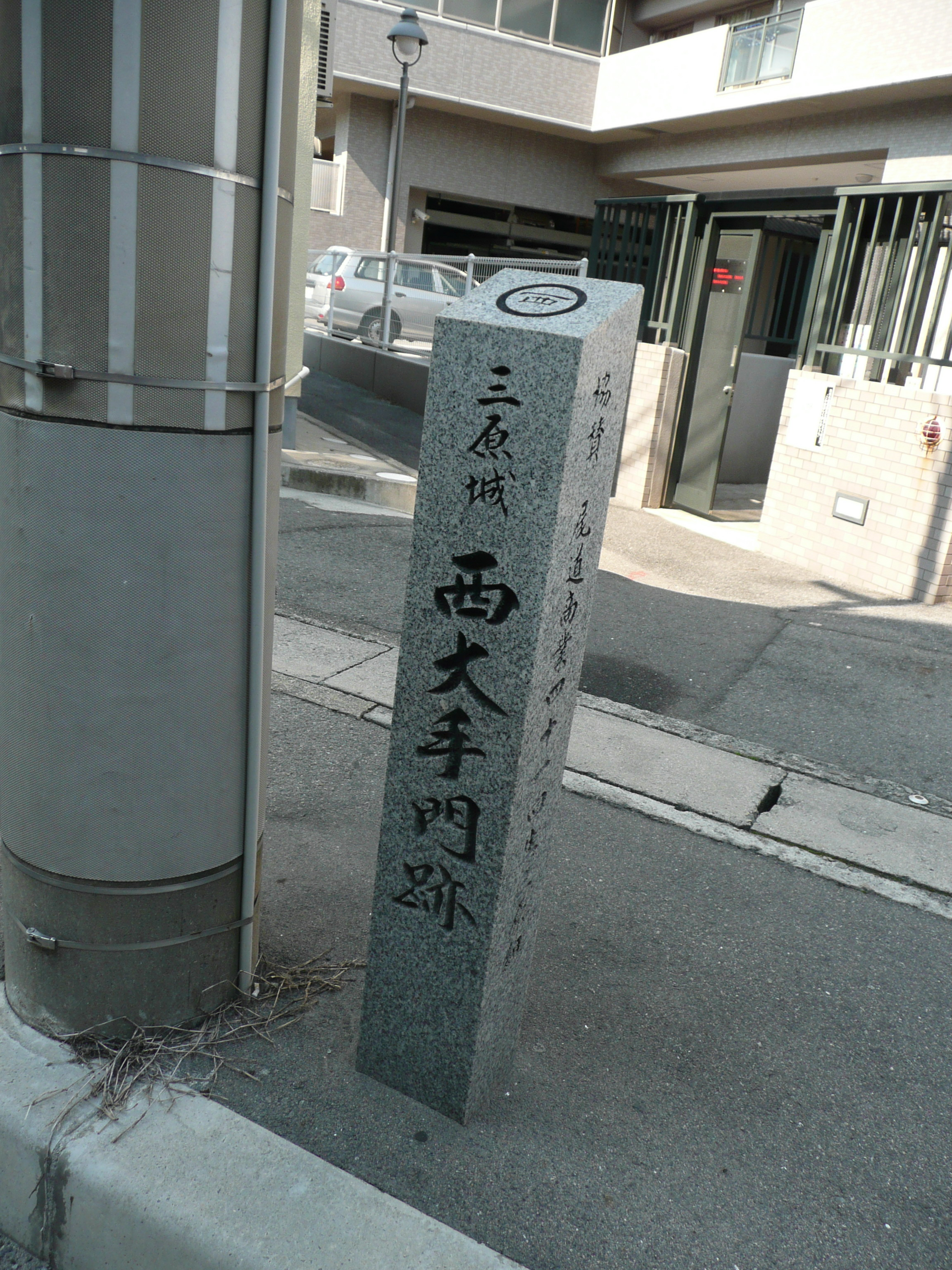
西大手門跡
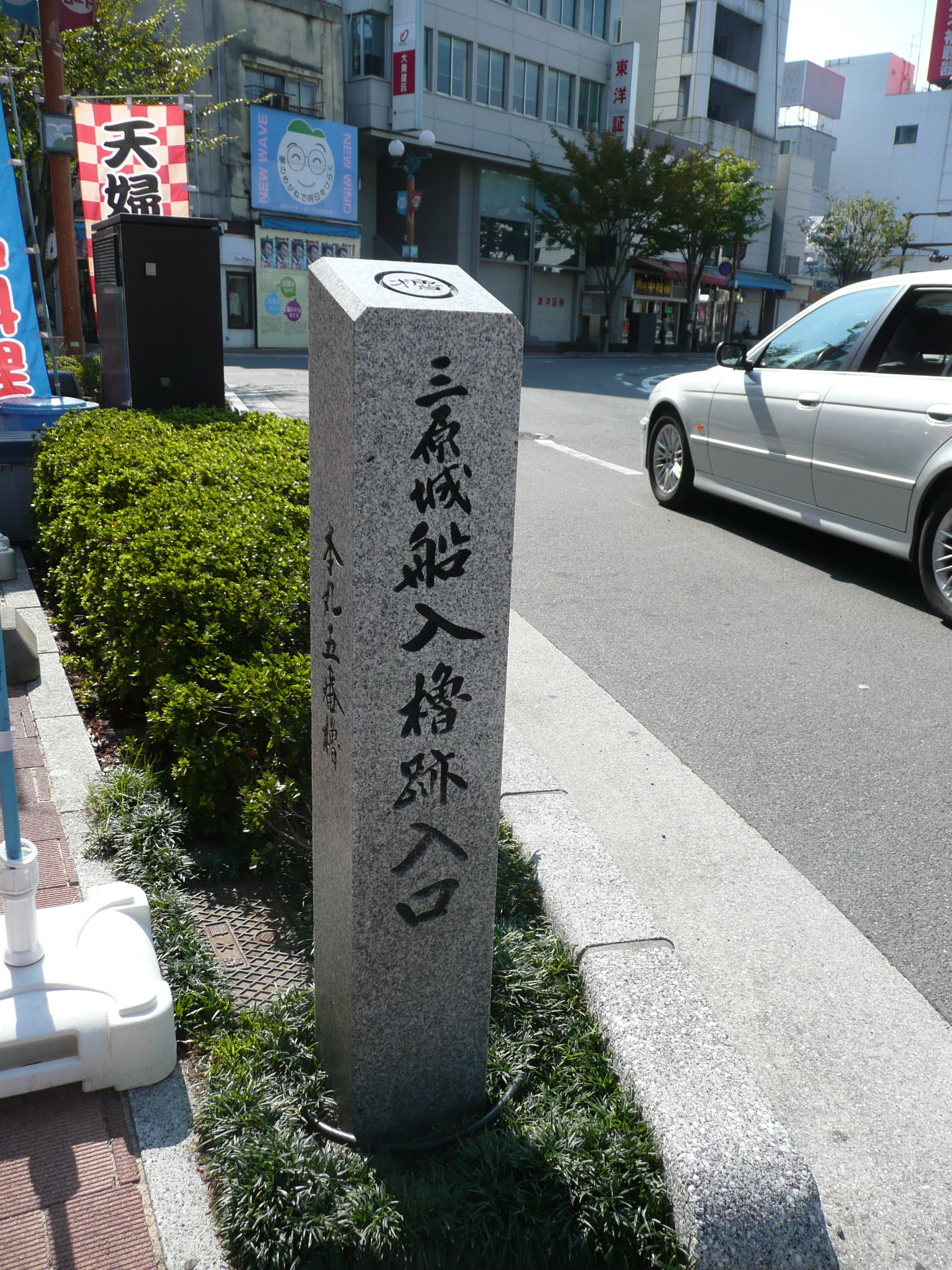
船入櫓入口跡
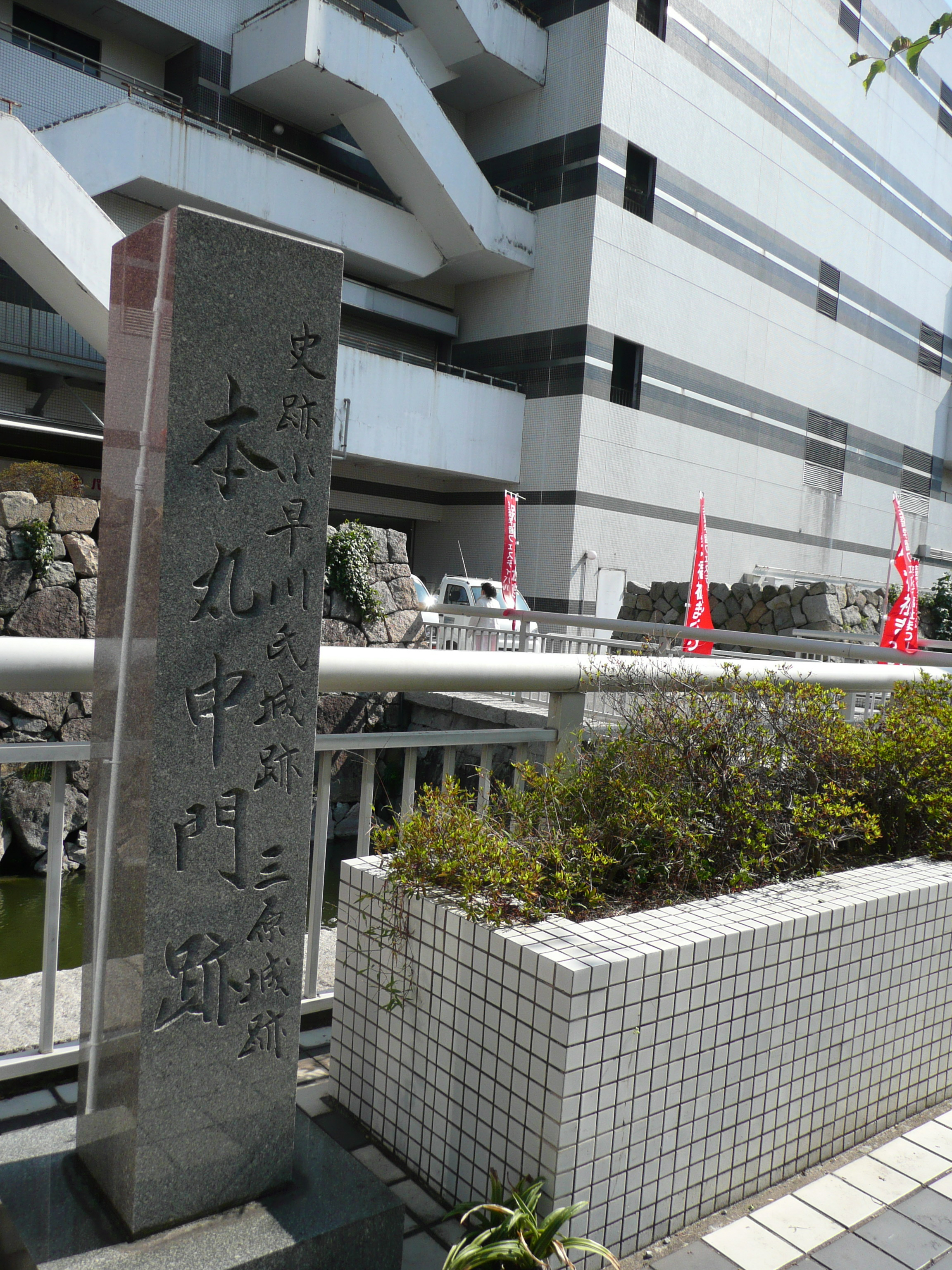
本丸中門跡
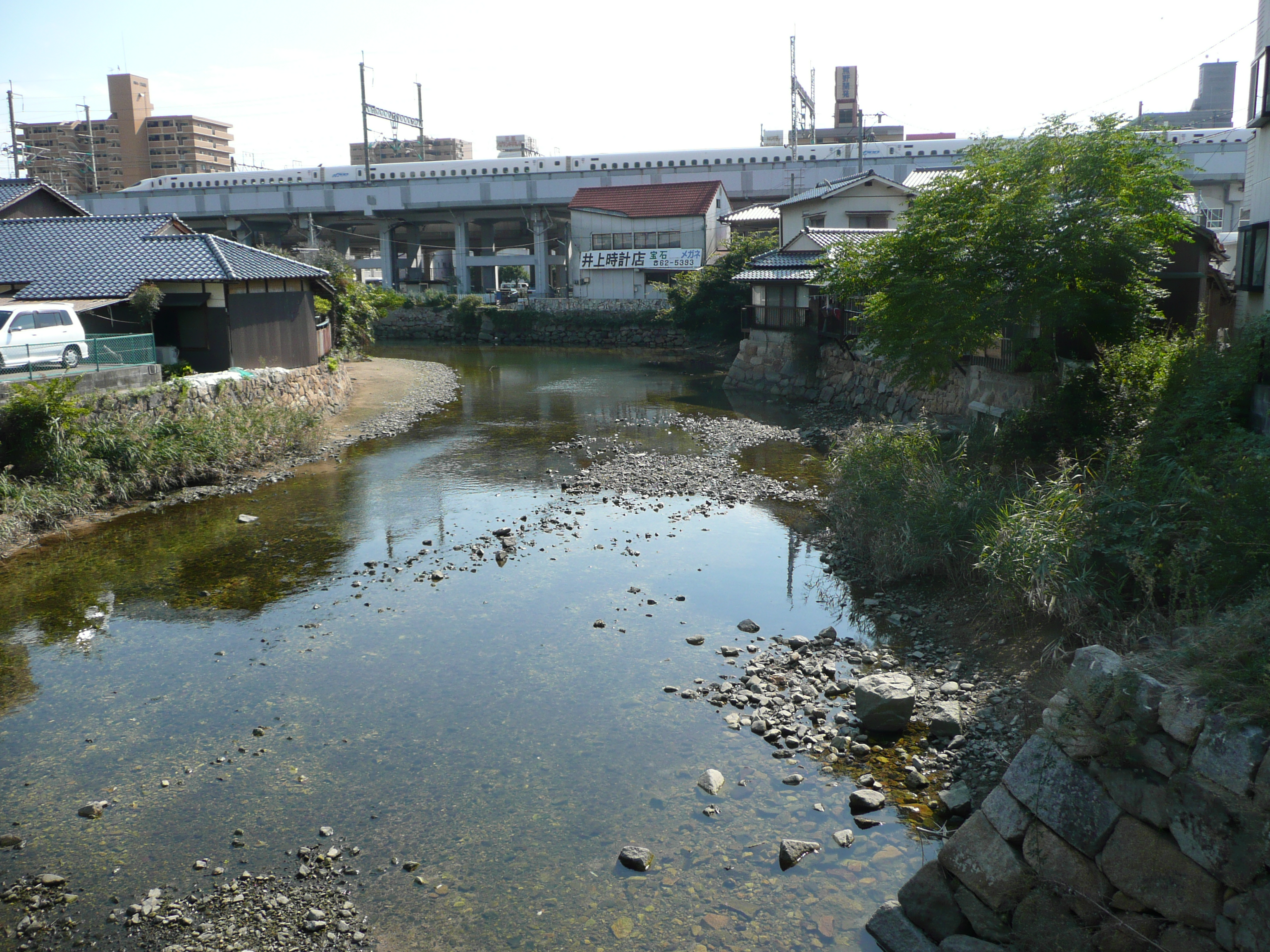
和久原川の右岸に残る石垣

- 昭和32年（1957年）12月11日、現存している天主台とその周りの内堀一帯が国の史跡に指定された[2]。公園になっており小早川隆景像がある。
- 本丸中門跡の石垣（JR三原駅南口の再開発ビル「ペアシティ」西側・新高山城の石垣を利用）
- 東舟入櫓跡（イオン三原店西側・瀬戸内海に面していた石垣が現存。史跡指定）
- 西船入櫓跡（三原国際ホテル横に保存）
- 近隣の和久原川付近に石垣の遺構が残存。

城址には建造物は残存していないが、以下の門が移築利用されている。
- 糸碕神社神門（市内糸崎町・三原城にあった侍屋敷門が利用されている・三原市指定重要文化財）
- 順勝寺山門（市内西町・三原城内にあった作事奉行所門を1877年に移したもの。三原城の城門14箇所のうちの一つ）

## その他
- 城下、恵下谷の大善寺には、広島藩筆頭家老職で浅野家一門の三原浅野家3代浅野忠真の側室で三原浅野家4代浅野忠義の生母であり徳川幕府3代将軍徳川家光の落胤とされる月渓院の墓所がある。寺には5000石の御化粧料を下賜され、将軍家菩提寺である増上寺の寺号を賜り、増上山大善寺とされ、三つ葉葵の使用が許された。現在でも境内の随所に葵の紋章が施されている。また、なぜ徳川家縁の姫が外様である広島藩、さらにその家老職で既婚者であった浅野忠真へ側室としての輿入れが認められたかということについては、月渓院が江戸城内において忠真に一目惚れをし、何度もなだめた末、どうしても曲げなかったので下賜という扱いで忠真に輿入れしたという。
- また徳川家光の乳母であった春日局が、当時、小早川秀秋の補佐役であった夫・稲葉正成と共に三原城で過ごしていたため、この輿入れに深く関与したと考えられている（また、江戸幕府の「一藩一城」の方針にもかかわらず、大名でもない広島藩の一家老の居城の存続が認められていたのは、春日局および月渓院に縁があったことが大きな要因であったとされている）。
- 「三原には過ぎたるものが3つある」という言葉があり他藩から羨ましがられた。第一に3万石の居城に相応しくない大規模の三原城、第二に前述の月渓院に関係する徳川将軍家の「葵」の紋、第三に日光東照宮にて命じられた天下普請を10日間で成し遂げた鈴木方衛（すずき なみえ）という家臣がいたということであると伝えられている。

## 見学方法
天主台跡へはJR三原駅コンコース内からのみ入ることができ、通路は朝6時から夜10時まで開いている。入場券は不要である。コンコース床には「天主台跡30m」と描かれている。
舟入櫓跡は市の港町公園となっているので常時見学できる。